# Dieter Thomas

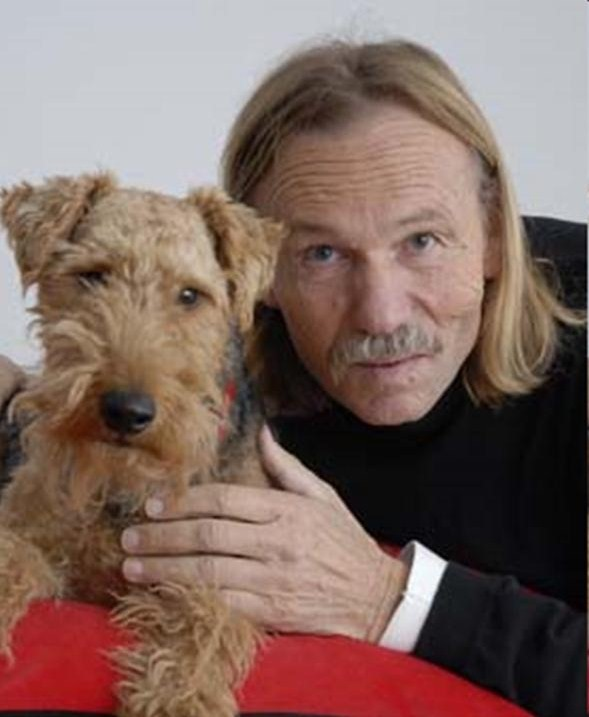
Dieter Thomas (2007)

Dieter Thomas (* 18. März 1947 in Limburg an der Lahn; † 8. April 2016 ebenda) war ein deutscher Kabarettist und Comedian.

## Leben
In seiner Geburtsstadt besuchte er von 1953 bis 1961 die Volksschule. Nach eigenen Angaben blieb er zweimal sitzen und erhielt deshalb nicht die gewünschte Lehrstelle als Elektriker, sondern wurde mit 14 Jahren Fabrikarbeiter. Auch eine Prüfung zur Aufnahme in die Polizeischule Wiesbaden bestand er 1963 nicht. Die Einberufung zur Bundeswehr umging er trickreich, wobei er laut Eigenaussage sein kabarettistisches Talent entdeckte.
Nach einer zweijährigen Weltenbummelei zog er Ende der 1960er Jahre nach Frankfurt am Main, wo er die Studentenunruhen erlebte und sich dabei auch selbst engagierte. 1975 holte er am Frankfurter Abendgymnasium sein Abitur nach und begann im gleichen Jahr ein Studium der Germanistik und der Politik an der Johann-Wolfgang-Goethe-Universität Frankfurt am Main, das er jedoch nicht abschloss. Ab dem Jahr 1976 entwickelte sich Thomas mit wechselnden Partnern zu dem Bühnentypen, den er unverwechselbar – vor allem mit dem „Vorläufigen Frankfurter Fronttheater“ – verkörperte.
Am 8. April 2016 erlag Dieter Thomas einer erst wenige Monate zuvor diagnostizierten Krebserkrankung.

## Künstlerisches Schaffen
Im Sommer 1976 gründete Thomas gemeinsam mit dem Kabarettisten Matthias Beltz und anderen Frankfurter Szene-Kabarettisten das „Karl Napp’s Chaos Theater“, das bis zum Sommer 1981 in einem alten Frankfurter Kino seine Auftritte hatte und seine politischen und gesellschaftskritischen Themen in erster Linie aus der Frankfurter Sponti-Szene entwickelte. Im Januar 1982 hob er zusammen mit Matthias Beltz und Hendrike von Sydow das „Vorläufige Frankfurter Fronttheater“ aus der Taufe, das einige Jahre später in „Frankfurter Fronttheater“ umfirmierte.
Als seinerzeitige große gesellschaftliche Themen wurden die „Startbahn West“, die „Wiederaufbereitungsanlage Wackersdorf“ und insbesondere das restriktive Vorgehen der Polizei bei Studentendemonstrationen aufs Korn genommen. Dabei entwickelten Thomas und von Sydow eine eigene, bisher nicht gekannte Art der Bühnenpräsentation. Als guter Jongleur war Dieter Thomas der erste, der auf einer Kabarettbühne zu seinen Texten jonglierte. Bälle oder Obst – alles, was fliegen konnte – wirbelte er durch die Luft. Er jonglierte mit abgeholzten Tannenbäumchen gegen die Startbahn West und empfahl Äpfel als getarnte Wurfgeschosse. Hinzu kam sein clowneskes hessisches „Gebabbel“, mit dem er als einer der ersten Künstler Elemente der Comedy auf die Kabarettbühne brachte. In besonderer Weise nahm er sich dabei die eigene Klientel, die Spontiszene, vor und hielt ihr selbstkritisch den Spiegel vor die Nase.
Nebenbei trat er mit seiner Partnerin und späteren Lebensgefährtin von Sydow in etlichen Fernsehsendungen und Filmen auf, unter anderem im Scheibenwischer, in den eigenen Reihen Zu Gast im Fronttheater und Dieter & Hendrike oder in dem ZDF-Film Die Sache ist gelaufen.